# Акош Верецкеї
Акош Верецкеї (угор. Vereczkei Ákos; 26 серпня 1977, Будапешт) — угорський весляр-байдарочник, виступав за збірну Угорщини наприкінці 1990-х — на початку 2010-х років. Дворазовий олімпійський чемпіон, шестиразовий чемпіон світу, восьмиразовий чемпіон Європи, переможець багатьох регат національного та міжнародного значення.

## Життєпис
Акош Верецкеї народився 26 серпня 1977 року в Будапешті. Активно займатися веслуванням на байдарці почав у ранньому дитинстві, в різний час проходив підготовку в будапештських спортивних клубах «Хонвед» і «Чепель».
Першого серйозного успіху на дорослому міжнародному рівні досяг 1997 року, коли потрапив до основного складу угорської національної збірної й одразу ж став чемпіоном Європи і світу — в заліку чотиримісних байдарок на дистанції 500 метрів здобув перемогу на змаганнях у болгарському Пловдиві і канадському Дартмуті. Рік по тому на домашній світовій першості в Сегеді знову завоював чемпіонський титул, цього разу в півкілометровій гонці одиночок. Ще через рік на аналогічному турнірі в Мілані виграв три медалі: золоту в одиночках на п'ятистах метрах, бронзову в четвірках на п'ятистах метрах, золоту в четвірках на тисячі метрів. При цьому на європейській першості в хорватському Загребі теж піднімався на п'єдестал пошани тричі: посів перше місце в одиночках на кілометрі, друге в двійках на кілометровій і півкілометровій дистанціях.
Бувши одним з лідерів команди веслярів Угорщини, Верецкеї успішно пройшов кваліфікацію на літні Олімпійські ігри 2000 року в Сіднеї. У складі чотиримісного екіпажу, до якого також увійшли веслярі Габор Хорват, Золтан Каммерер і Ботонд Шторц, завоював золоту олімпійську медаль на кілометровій дистанції. Крім того, брав участь у змаганнях одиночок на п'ятистах метрах і тут теж був близьким до призових позицій, у вирішальному заїзді показавши четвертий результат.
2001 року Верецкеї побував на чемпіонаті світу в польській Познані, звідки привіз золоту нагороду, яку виграв у одиночках на п'ятистах метрах, водночас на європейській першості в Мілані узяв золото і срібло в одиночках на дистанціях 500 і 1000 метрів відповідно. У наступному сезоні на світовому чемпіонаті в іспанській Севільї став бронзовим призером у двійках на тисячі метрів, тоді як на першості континенту в Сегеді став найкращим в одиночках на п'ятистах метрах. На чемпіонаті світу 2003 року в американському Гейнсвіллі здобув срібло в четвірках на кілометровій дистанції, потім на наступному чемпіонаті Європи в Познані зробив золотий дубль в дисциплінах К-1 500 і К-4 1000.
Досягнувши успіху на національному рівні, у 2004 році вирушив представляти країну на Олімпійських іграх в Афінах, де повторив успіх чотирирічної давнини, з тими ж партнерами у тій самій дисципліні знову виграв золоту медаль. А в одиночках на п'ятистах метрах трохи не дотягнув до бронзової медалі, фінішував у фіналі п'ятим.
2006 року на чемпіонаті Європи в Познані Акош Верецкеї здобув восьму в своїй кар'єрі золоту нагороду, посівши 1-ше місце в одиночках на п'ятистах метрах. Рік по тому на чемпіонаті світу в Сегеді виграв золоту медаль в четвірках на тисячі метрів, ставши таким чином шестиразовим чемпіоном світу. Ще через рік на європейській першості в іспанській Понтеведрі здобув срібло в кілометровій гонці чотиримісних екіпажів. Завдяки низці вдалих виступів удостоївся права захищати честь країни на Олімпійських іграх 2008 року в Пекіні, але цього разу потрапити до числа призерів не зміг, показавши шостий результат в одиночках на п'ятистах метрах і п'ятий в четвірках на тисячі метрів.
Останнім результативним сезоном для нього вийшов 2010 рік, коли в байдарках-двійках на дистанції 1000 метрів він виграв срібні медалі на чемпіонаті світу в Познані і на чемпіонаті Європи в Корвері. Невдовзі після цих змагань вирішив завершити кар'єру професійного спортсмена.
За видатні спортивні досягнення неодноразово удостоювався державних нагород і премій, зокрема нагороджений хрестом ордена Заслуг (2004), офіцерським хрестом ордена Заслуг (2000).